# Charles B. Rangel
Charles Bernard Rangel (New York, 11 giugno 1930 – New York, 26 maggio 2025) è stato un politico statunitense, membro della Camera dei Rappresentanti per lo stato di New York dal 1971 al 2017.

## Biografia
Nato ad Harlem, dopo il servizio militare Rangel si laureò in legge e divenne avvocato.
Entrato in politica con il Partito Democratico, nel 1966 venne eletto all'interno della legislatura statale di New York, dove rimase per quattro anni.
Nel 1970 si candidò alla Camera dei Rappresentanti, sfidando nelle primarie democratiche il deputato in carica Adam Clayton Powell, Jr. e riuscendo a sconfiggerlo di misura. Da allora Rangel venne sempre riconfermato deputato in tutte le successive tornate elettorali, pur cambiando distretto congressuale quattro volte. Nel 2016 annunciò la propria intenzione di non chiedere un ulteriore mandato agli elettori e lasciò così il Congresso dopo quarantasei anni di permanenza.
Durante la sua permanenza alla Camera, Rangel fu molto attivo nella difesa dei diritti civili e fu uno dei fondatori del Congressional Black Caucus. Negli ultimi anni della sua carriera politica tuttavia fu coinvolto in alcuni scandali e nel 2010 venne riconosciuto colpevole di corruzione e censurato dalla Camera.